# Gillian Anderson
Gillian Leigh Anderson (Chicago, Illinois, 1968. augusztus 9. –) kétszeres Primetime Emmy- és kétszeres Golden Globe-díjas brit-amerikai színésznő, televíziós műsorvezető.
Színészi pályafutását színpadi darabokban kezdte, majd nemzetközi hírnévre tett szert Dana Scully Szövetségi Nyomozóiroda ügynök szerepében az X-akták című amerikai Sci-fi sorozatban. A sorozathoz kapcsolódó két film – X-akták – Szállj harcba a jövő ellen (1998), X-akták: Hinni akarok (2008) – mellett feltűnt még Az utolsó skót király (2006), a Johnny English újratöltve (2011), az Árnyjátékos (2012) és A ferde ház (2017) című művekben.
Egyéb, fontosabb televíziós szereplései voltak a Pusztaház örökösei (2005), a Szép remények (2011), a Hajsza (2013–2016), a Hannibal (2013–2015) és az Amerikai istenek (2017) című sorozatokban. 2019-től a Netflix Szexoktatás című vígjáték-drámasorozatának főszereplője.
Anderson szerepléseivel – egyéb díjak és jelölések mellett – egy Golden Globe-díjat, egy Primetime Emmy-díjat és két Screen Actors Guild-díjat nyert. 2016-ban megkapta a A Brit Birodalom Rendjének tiszti fokozatát (OBE).

## Fiatalkora és családja
1968. augusztus 9-én született. Szülei Edward és Rosemary. Fél évvel később a szülők Puerto Ricóban telepedtek le. Itt egy évig maradtak, majd Londonba mentek. 1979-ben a család visszaköltözött az Államokba, a michigani Grand Rapidsbe. 11 évig egyetlen gyermek volt, és akkor hirtelen gyors egymásutánban érkezett két testvér.
1982-ben került be a City High Schoolra. A színházvezető bevette maga mellé titkárnőnek. Mikor aztán szerepet kapott, úgy érezte, hogy végre megtalálta helyét a világban. Ezután végre megindulhatott a választott pályán, még be sem fejezte a színiiskolát, már le is szerződtette a William Morris-ügynökség. Szintén még a tanulás alatt készült az A Matter Of Choice című fekete–fehér kisfilm, amelyben egy abortuszra készülő nőt alakított. A négy év leteltével aztán ott is hagyta Chicagót és New Yorkba költözött. Itt pincérnőnek állt, a maradék idejében pedig meghallgatásokra járt kisebb színházakba.

## Színészi pályafutása
Az áttörés 1991-ben jött el számára. Az Absent Friends című darab főszereplőnője egy filmajánlat miatt lemondta a szereplést, és helyette ugrott be Anderson. Ebben az évben forgatta első igazi filmjét is, a később elhíresült The Turninget. Tim Choate színésszel Los Angelesbe költöztek. A kapcsolat hamarosan megszakadt, a remélt filmszerepek pedig nem jöttek. És bár semmi esetre sem akart tv-sorozatokban szerepelni, némi színházi tapasztalata ellenére igazából kezdő színésznőnek számított, úgyhogy nem sok választása volt. Részt vett az Exit to Eden című hangoskönyv elkészítésében, és feltűnt a Class of '69 sorozat egyik epizódjában. Az X-akták miatt Vancouverbe költözött.

## Magánélete
Az X-akták forgatásán ismerte meg Clyde Klotzot, össze is házasodtak. Egy gyermekük született, Piper, majd 1996-ban elváltak. 2004-ben hozzáment a dokumentumfilmes Julian Ozanne-hoz, tőle 2007-ben vált el. Később két fia született Mark Griffith üzletembertől, a kapcsolat 2012-ben ért véget. 2016-tól 2020 decemberéig Pter Morgan forgatókönyvíró volt a párja, akivel 2023-ban békültek ki.
2012 márciusában az Out című melegmagazinnak adott interjújában nyíltan beszélt róla, hogy középiskolás évei során hosszú ideig egy nővel járt, és később is több nővel volt kapcsolata.

## Filmográfia

### Film
| Év   | Magyar cím                                                    | Eredeti cím                           | Szerep                         | Magyar hang  |
| ---- | ------------------------------------------------------------- | ------------------------------------- | ------------------------------ | ------------ |
| 1992 |                                                               | The Turning                           | April Cavanaugh                |              |
| 1997 | Chicagói taxi                                                 | Chicago Cab                           | lány                           |              |
| 1998 | X-akták – Szállj harcba a jövő ellen                          | The X-Files                           | Dana Scully FBI-ügynök         | Náray Erika  |
| 1998 | Az óriás                                                      | The Mighty                            | Loretta Lee                    | Keönch Anna  |
| 1998 | Szeress, ha tudsz!                                            | Playing by Heart                      | Meredith                       | Náray Erika  |
| 1999 | A vadon hercegnője                                            | Princess Mononoke                     | Moro (angol hangja)            |              |
| 2000 | Az Öröm háza                                                  | The House of Mirth                    | Lily Bart                      | Náray Erika  |
| 2005 |                                                               | The Mighty Celt                       | Kate Morrison                  |              |
| 2005 | Bikatöke                                                      | A Cock and Bull Story                 | önmaga / Widow Wadman          |              |
| 2006 | Az utolsó skót király                                         | The Last King of Scotland             | Sarah Merrit                   | Pálfi Kata   |
| 2007 | Hideg fejjel                                                  | Straightheads                         | Alice Comfort                  | Náray Erika  |
| 2008 | X-akták: Hinni akarok                                         | The X-Files: I Want to Believe        | Dana Scully                    | Náray Erika  |
| 2008 | Hogy veszítsük el barátainkat és idegenítsük el az embereket? | How to Lose Friends & Alienate People | Eleanor Johnson                | Náray Erika  |
| 2009 |                                                               | Boogie Woogie                         | Jean Maclestone                |              |
| 2011 | Johnny English újratöltve                                     | Johnny English Reborn                 | Pamela "Pegasus" Thornton      | Náray Erika  |
| 2012 | Nővér                                                         | L'enfant d'en haut                    | Kristin Jansen                 | Orosz Helga  |
| 2012 | Árnyjátékos (Kettős játszma)                                  | Shadow Dancer                         | Kate Fletcher                  | Náray Erika  |
| 2012 | Boszi seprűnyélen                                             | Room on the Broom                     | Boszi (hangja)                 | Györgyi Anna |
| 2013 | Mr. Morgan utolsó szerelme                                    | Mr. Morgan's Last Love                | Karen Morgan                   |              |
| 2013 |                                                               | From Up on Poppy Hill                 | Dr. Miki Hokuto (angol hangja) |              |
| 2013 | Tiszta lappal                                                 | I'll Follow You Down                  | Marika Whyte                   |              |
| 2014 |                                                               | Sold                                  | Sophia                         |              |
| 2014 |                                                               | Robot Overlords                       | Kate Flynn                     |              |
| 2017 | Az alkirály háza                                              | Viceroy's House                       | Edwina Mountbatten             | Náray Erika  |
| 2017 | A ferde ház                                                   | Crooked House                         | Magda West                     | Urbán Andrea |
| 2018 | A kém, aki dobott engem                                       | The Spy Who Dumped Me                 | Wendy                          | Orosz Helga  |
| 2018 | UFO                                                           | UFO                                   | Hendricks professzor           | Náray Erika  |
| 2019 | Ahol éjszaka is süt a nap                                     | The Sunlit Night                      | Olyana Gregoriov               | Náray Erika  |
| 2021 | Vörös, a vörösbegy                                            | Robin Robin                           | macska (hangja)                |              |
| 2022 | Halványkék szemek                                             | The Pale Blue Eye                     | Julia Marquis                  | Náray Erika  |
| 2024 |                                                               | White Bird                            | Vivienne Beaumier              |              |
| 2024 | Interjú a herceggel                                           | Scoop                                 | Emily Maitlis                  | Náray Erika  |
| 2024 |                                                               | The Salt Path                         | Raynor Winn                    |              |

Dokumentum- és rövidfilmek
- 1986 – Three at Once – nő (rövidfilm)
- 1988 – A Matter of Choice – terhes fiatal nő (rövidfilm)
- 2010 – No Pressure – önmaga (rövidfilm)
- 2015 – The Departure – Blanche Dubois (rövidfilm)[12]
- 2017 – The Artist's Garden: American Impressionism – narrátor (dokumentumfilm)
- 2018 – This Changes Everything – önmaga (dokumentumfilm)

### Televízió
| Év        | Magyar cím                | Eredeti cím                     | Szerep                              | Megjegyzések                                                                                     |
| --------- | ------------------------- | ------------------------------- | ----------------------------------- | ------------------------------------------------------------------------------------------------ |
| 1993      |                           | Class of '96                    | Rachel                              | 1 epizód                                                                                         |
| 1993–2018 | X-akták                   | The X-Files                     | Dana Scully FBI-ügynök              | - főszereplő (213 epizód) - forgatókönyvíró és rendező (1 epizód) - magyar hangja: - Náray Erika |
| 1995      | Nyekk, a macska           | Eek! the Cat                    | Scully ügynök (hangja)              | 1 epizód                                                                                         |
| 1996      |                           | ReBoot                          | Data Nully (hangja)                 | 1 epizód                                                                                         |
| 1996      |                           | Why Planes Go Down              | narrátor                            | dokumentumfilm                                                                                   |
| 1996      |                           | Spies Above                     | narrátor                            | dokumentumfilm                                                                                   |
| 1996      |                           | Future Fantastic                | narrátor                            | 9 epizód                                                                                         |
| 1996–2002 |                           | Hollywood Squares               | önmaga                              | 5 epizód                                                                                         |
| 1997      | A Simpson család          | The Simpsons                    | Scully ügynök (hangja)              | 1 epizód                                                                                         |
| 1999      | Frasier – A dumagép       | Frasier                         | Jenny (hangja)                      | 1 epizód                                                                                         |
| 1999      |                           | Harsh Realm                     | narrátor                            | 1 epizód                                                                                         |
| 2005      | Pusztaház örökösei        | Bleak House                     | Lady Dedlock                        | 14 epizód                                                                                        |
| 2007      | Robbie, a rénszarvas      | Robbie the Reindeer             | Vorkana királyné (hangja)           | 1 epizód                                                                                         |
| 2008      |                           | Masterpiece                     | önmaga                              | 1 epizód                                                                                         |
| 2010      |                           | Any Human Heart                 | Wallis, Windsor hercegnéje          | 3 epizód                                                                                         |
| 2011      | A bíbor szirom és a fehér | The Crimson Petal and the White | Mrs. Castaway                       | 2 epizód                                                                                         |
| 2011      |                           | Moby Dick                       | Elizabeth                           | 2 epizód                                                                                         |
| 2011      | Szép remények             | Great Expectations              | Miss Havisham                       | 3 epizód                                                                                         |
| 2013–2016 | Hajsza                    | The Fall                        | Stella Gibson                       | - 17 epizód - vezető producer                                                                    |
| 2013–2015 | Hannibal                  | Hannibal                        | Dr. Bedelia Du Maurier              | 15 epizód                                                                                        |
| 2014      | Krízis                    | Crisis                          | Meg Fitch                           | - 10 epizód - magyar hangja: - Náray Erika                                                       |
| 2014      | Robotcsirke               | Robot Chicken                   | Tündér keresztanya / Fiona (hangja) | 1 epizód                                                                                         |
| 2014      |                           | National Theatre Live           | Blanche DuBois                      | 1 epizód                                                                                         |
| 2015      | Csúcsmodellek             | Top Gear                        | önmaga                              | 1 epizód                                                                                         |
| 2015      |                           | The Widowmaker                  | narrátor                            | dokumentumfilm                                                                                   |
| 2016      | Háború és béke            | War & Peace                     | Anna Pavlovna Scherer               | - 4 epizód - magyar hangja: - Román Judit - Györgyi Anna                                         |
| 2017      |                           | Ronja the Robber's Daughter     | narrátor                            | 26 epizód                                                                                        |
| 2017      | Amerikai istenek          | American Gods                   | Media                               | - 4 epizód - magyar hangja: - Náray Erika                                                        |
| 2019–2023 | Szexoktatás               | Sex Education                   | Jean Milburn                        | - főszereplő - magyar hangja: - Náray Erika                                                      |
| 2020      | A Korona                  | The Crown                       | Margaret Thatcher                   | - főszereplő - magyar hangja: - Fehér Anna                                                       |
| 2021      | Nagy Katalin – A kezdetek | The Great                       | Johanna                             | 2 epizód                                                                                         |
| 2022      | The First Lady            | The First Lady                  | Eleanor Roosevelt                   | főszereplő                                                                                       |

### Színház
- Absent Friends (1991)
- The Philanthropist (1992)
- The Vagina Monologues (1999/2000)
- What the Night is For (2002–2003)
- The Sweetest Swing in Baseball (2004)

### Egyéb alkotások
- Az első könyve, a Vision of Fire, melynek társszerkesztője Jeff Rovin, 2014 októberében jelent meg.
- Exit to Eden (hangoskönyv)
- Ground Zero (hangoskönyv, 1995)
- Hellbender (PC-játék, 1996)
- The X-Files (PC-játék)
- Extremis (CD, 1997)

## Fontosabb díjak és jelölések
X-akták

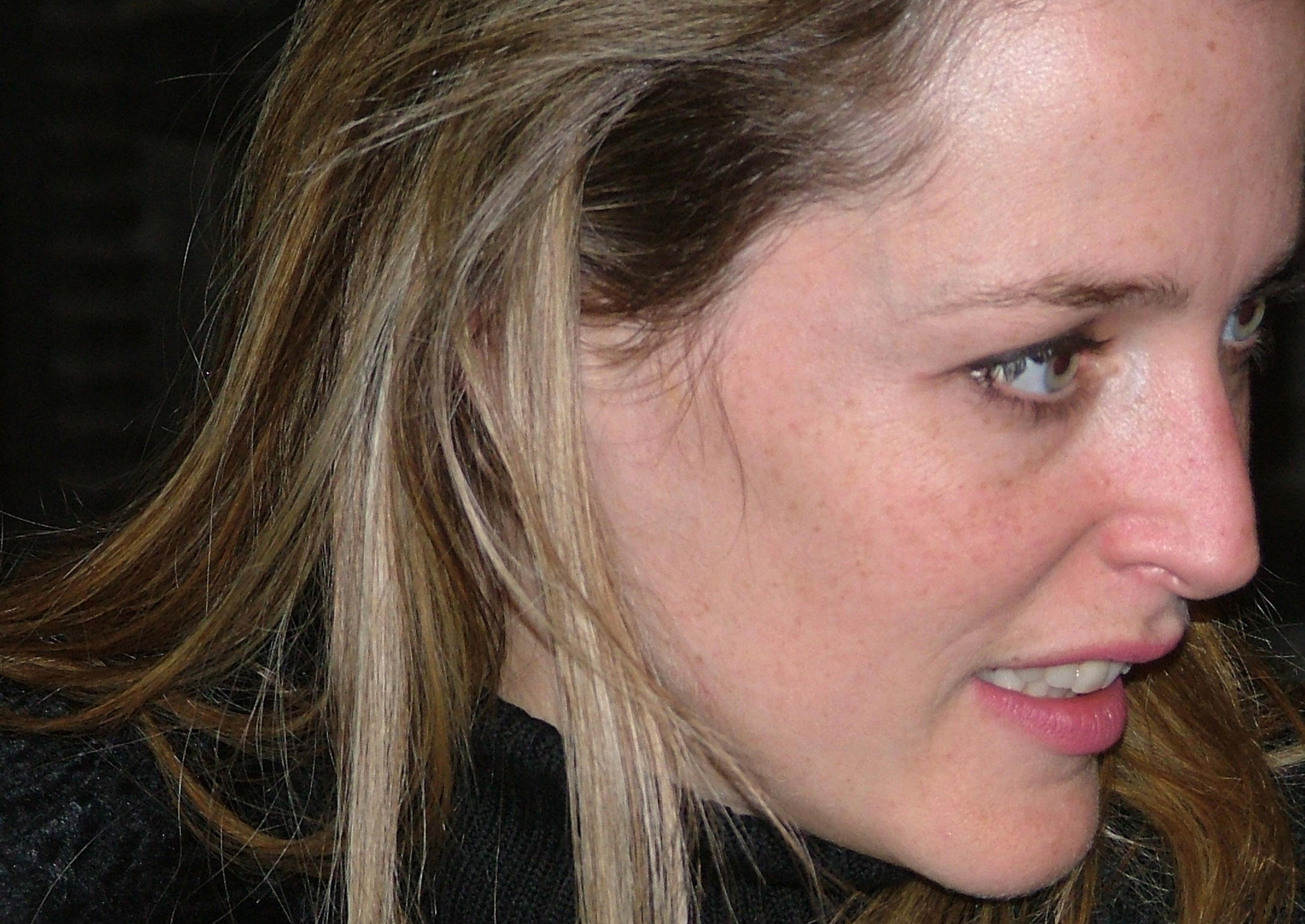
Gillian Anderson 2004 áprilisában

Dana Scully szerepéért a következő díjakra jelölték:
Blockbuster Entertainment-díj
- 1999 díj, kedvenc színésznő – sci-fi kategóriában

Emmy-díj
- 1996, 1998, 1999 jelölés, legjobb színésznő drámai sorozatban
- 1997 díj, legjobb színésznő drámai sorozatban

Golden Globe-díj
- 1996, 1998, 1999 jelölés, legjobb színésznő drámai tv-sorozatban
- 1997 díj, legjobb színésznő drámai tv-sorozatban

Golden Satellite-díj
- 1997, 1998, 1999, 2001 jelölés, legjobb színésznő (dráma)

National Television-díj
- 1996, 1997 jelölés, legnépszerűbb színésznő

Szaturnusz-díj
- 1999, 2000, 2001, 2002 jelölés, legjobb színésznő tv-sorozatban
- 1997 díj, legjobb színésznő tv-sorozatban

Screen Actors Guild-díj
- 1998, 1999, 2000, 2001 jelölés, legjobb női alakítás (dráma)
- 1996, 1997 díj, legjobb női alakítás (dráma)

TV Guide-díj
- 1999, 2000 jelölés, kedvenc színésznő (dráma)

Viewers for Quality Television-díj
- 1995 jelölés, legjobb színésznő minőségi drámai sorozatban
- 1998, 1999 díj, legjobb színésznő minőségi drámai sorozatban

Az Öröm háza
Lily Bart szerepéért a következő díjakra jelölték:
British Independent Film
- 2000 díj, legjobb színésznő

Golden Satellite-díj
- 2001 jelölés, legjobb filmszínésznő (dráma)

London Critics Circle Film
- 2000 jelölés, az év színésznője

Village Voice Film Critics Poll
- 2000 díj, legjobb alakítás

Pusztaház örökösei
Lady Dedlock szerepéért a következő díjakra jelölték:
BAFTA
- 2006 jelölés, legjobb színésznő

Broadcasting Press Guild
- 2006 díj, legjobb színésznő

Emmy-díj
- 2006 jelölés, legjobb színésznő minisorozatban vagy filmben

Golden Globe-díj
- 2007 jelölés, legjobb színésznő minisorozatban vagy filmben

Satellite-díj
- 2005 jelölés, legjobb színésznő minisorozatban vagy televíziós filmben

## Magyarul megjelent művei
- Gillian Anderson–Jennifer Nadel: Mi nők. 9 pszichológiai és spirituális eszköz, amire minden nőnek szüksége van; ford. Hadarics Piroska; Édesvíz Kiadó, Bp., 2017

## Fordítás
- Ez a szócikk részben vagy egészben  a   Gillian Anderson című angol Wikipédia-szócikk fordításán alapul.  Az eredeti cikk szerkesztőit annak laptörténete sorolja fel. Ez a jelzés csupán a megfogalmazás eredetét és a szerzői jogokat jelzi, nem szolgál a cikkben szereplő információk forrásmegjelöléseként.